# 石潭镇 (湘潭县)
石潭镇，是中华人民共和国湖南省湘潭市湘潭县下辖的一个乡镇级行政单位。曾合并自古城乡。

## 行政区划
石潭镇下辖以下地区：
正街社区、横街社区、杉木桥社区、窑上社区、双马村、马桥村、饶田村、坑山村、中塘村、涟滨村、紫云村、杨梓村、光荣村、白托村、文佳滩村、草塘村、洪望村、毛塘村、中坝村、饨下村、新桅村、龙泉村、列马村、上月村、普庆村、合德村、甘露塘村、龙骨塘村、青山嘴村、枫树亭村、新庄村、新合村、向韶村、芙蓉塘村、八角亭村、九龙村、通湖村、分水村、白龙村、莲花坝村、古城村、古云村、莳竹塘村、兆托村、托下村和联盟村。

## 出身名人
- 黎锦熙，文字学家。[3]:47